# 이상훈 (1971년 3월 21일)
이상훈(李相勳, 1971년 3월 21일 ~ )은 KBO 리그에서 뛰었던 대한민국의 야구 선수이다.
1990년 고졸우선지명으로 삼성 라이온즈에 지명되어 주로 중간 계투로 뛰었다. 1999년 7월 31일, 트레이드 마감 기한에 포수 진갑용을 상대로 현금 4억원과 함께 두산 베어스로 트레이드되었다. 2002년에 70경기 동안 133.2이닝을 소화하며 4승 10패 2세이브 6홀드와 93탈삼진 평균자책점 3.91의 커리어하이를 기록하였지만 2003년 기량 하락으로 방출되었다. 이후 2004년 롯데 자이언츠에 입단하였지만 단 2경기 출장에 그치고 시즌 후 은퇴하였다.
은퇴 이후 삼성에서 함께 뛰었던 신동주와 함께 스크린골프장을 개업하여 티칭 프로로 활동하였고 2014년부터 2016년까지 3년 동안 모교인 경북고등학교 야구부 코치로 활동하였다. 2017년에는 삼성에서 함께 뛰었던 전병호와 함께 피칭 아카데미를 개설하였다.